# Египтомания

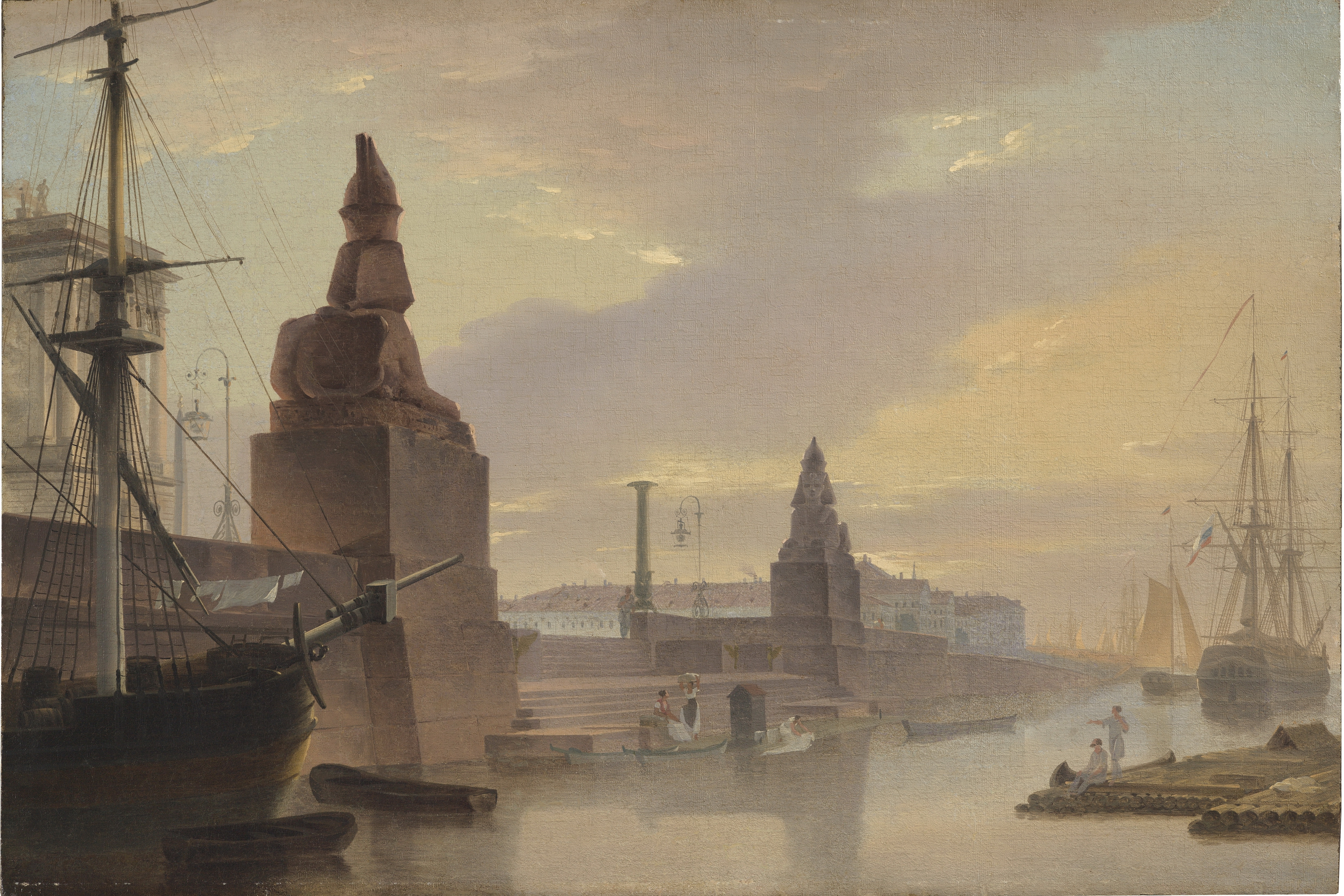
В Санкт-Петербурге древнеегипетские сфинксы украшают набережную Невы у Академии художеств с 1832 года

Египтомания — увлечение древнеегипетскими атрибутами (одежда, культура, архитектура, письменность, декор) в последующие периоды исторического развития человечества, выступает как одно из проявлений модных тенденций (т. н. этника). Египтомания часто рассматривается в рамках идеи возвращения в прошлое, к истокам древнейшей человеческой цивилизации.

## Значение
Под египтоманией обычно понимают увлечение именно Древним Египтом, а не христианским Египтом поздней античности и не современным исламско-арабским образованием, возникшим на его территории в VII веке. В период между двумя эпохами Египет был одной из христианских провинций Восточной Римской (Византийской) империи.

## Египтомания эпохи романтизма

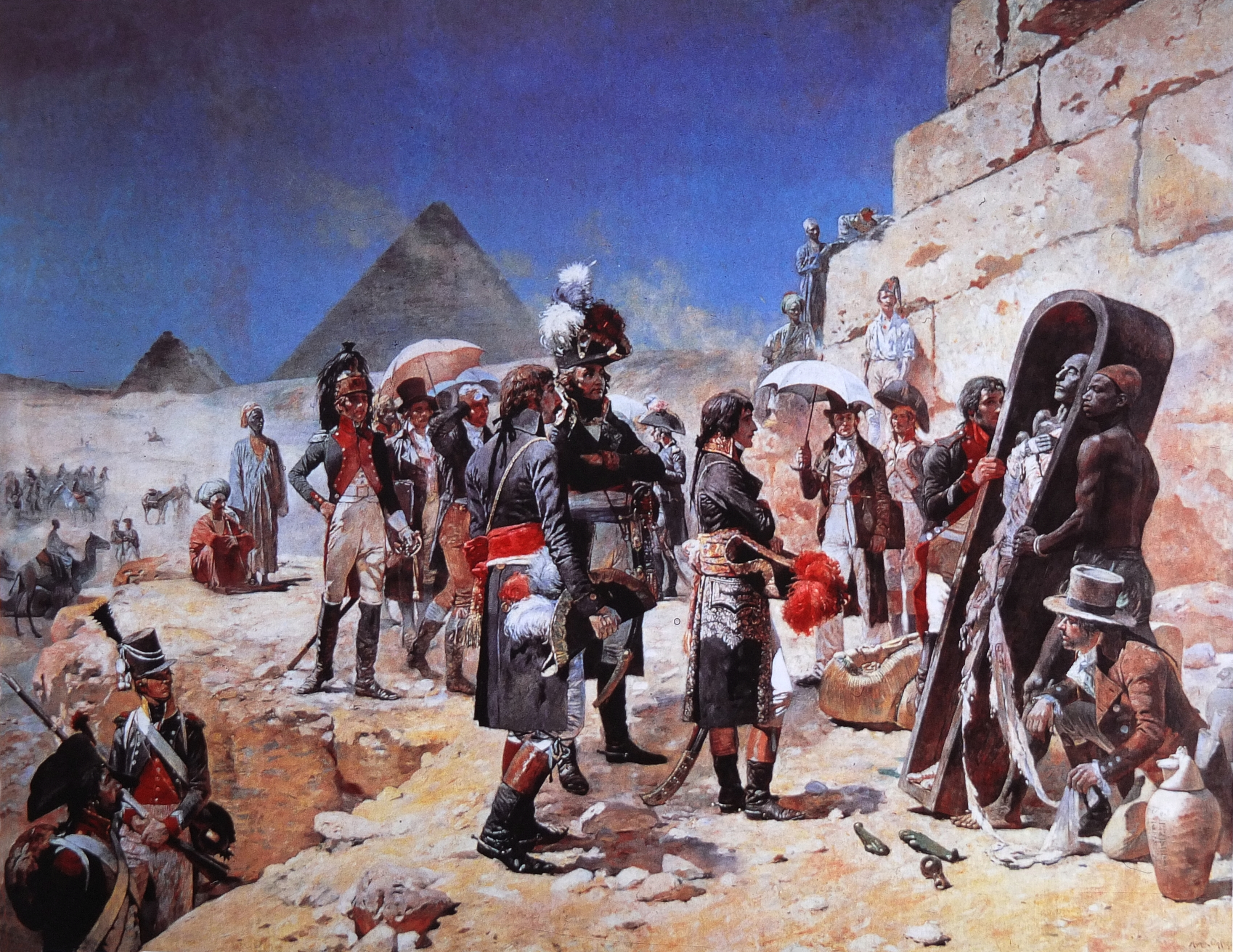
Морис Оранж — Бонапарт у пирамид

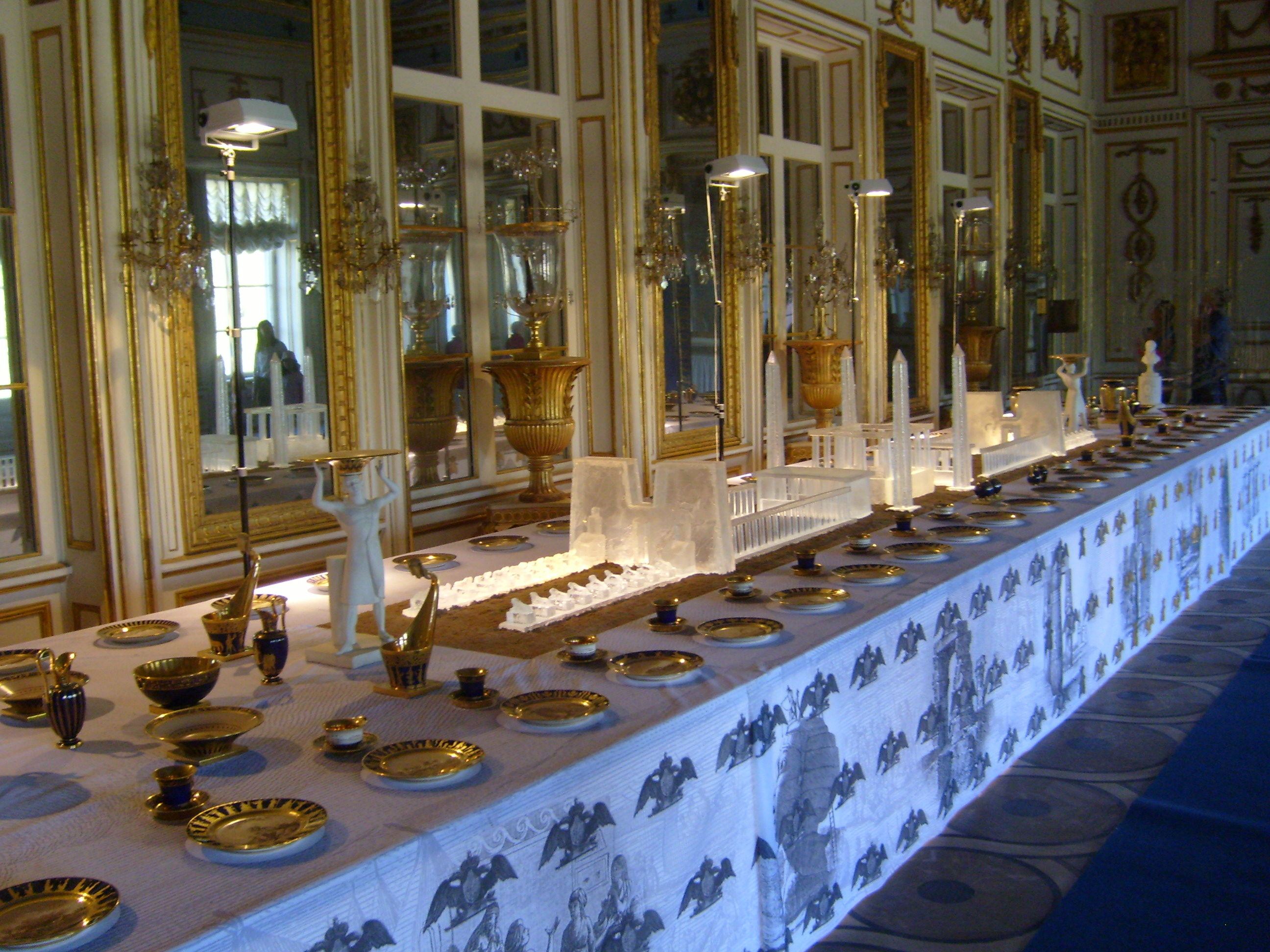
Египетский сервиз — подарок Наполеона Александру I

Первые признаки египтомании в Европе прослеживаются с начала XVIII века, когда на территории Италии были обнаружены древние египетские и псевдоегипетские памятники, заброшенные со времён поздней античности. Подлинный расцвет египтомании совпал с эпохой романтизма, когда во время наполеоновского похода в Египет в 1798—1799 годах множество европейцев (таких, как Денон и Дроветти) своими глазами увидели прославленные памятники Древнего Египта. В память о походе было издано подробное «Описание Египта», которое поразило воображение артистической Европы неведомыми прежде художественными мотивами. По этим причинам отсылки к Древнему Египту изобилуют в арсенале художественных мотивов наполеоновского ампира.
Как и «китайщина» несколькими поколениями ранее, египтомания стала реакцией Европы на открытие новой художественной вселенной. Международный резонанс, порождённый расшифровкой Шампольоном Розеттского камня (1822), породил спрос на неоегипетский стиль в архитектуре и декоративно-прикладном искусстве. Этот стиль нашёл своё отражение в архитектуре средиземноморских Испании, Италии, Франции и, что особенно примечательно, в столице Российской империи — Санкт-Петербурге в эпоху царствования Александра I и его преемника. В 1826 году в Петербурге был открыт так называемый Египетский мост, в 1829 году в Царском селе были возведены Египетские ворота, украшенные египетскими иероглифами.
Египтомания косвенно отразилась и в литературных произведениях: «Этрусская ваза» П. Мериме (1830, «Мне дурно делается при одном виде иероглифа»), «Египетские ночи» А. С. Пушкина (1835), «Ножка мумии» Т. Готье (1840), «Разговор с мумией» Э. По (1845) и др.

## Последующие волны египтомании
Египтомания во Франции конца XIX века получила название ретур-д’ежипт (фр. retour d'Égypte, дословно — «возвращение Египта»). Тогда же возник и стиль негритюд, как увлечение всем африканским в связи с активной колонизацией Африки французскими и бельгийскими предпринимателями.
Новую мощную волну египтомании вызвало открытие Говардом Картером гробницы Тутанхамона в 1922 году. На волне всеобщего интереса стилистические черты египетского прикладного и архитектурного искусства вобрали в себя не только стиль арт-деко и дизайн одежды, но и кинематограф, откликнувшийся созданием целого поджанра фильмов ужасов — фильмов о мумиях.
Последний раз египтомания затронула Европу в конце XX века, когда у стен Лувра появилась стеклянная пирамида, а на набережной Невы — очередной сфинкс.